# Pac-Man Plus
Pac-Man Plus es el tercer videojuego de la serie de Pac-Man creado por Midway que salió para arcades en 1982, al igual que Ms. Pac-man, Pac-Man Plus fue creado sin intervención de Namco.

## Modo de Juego
Pac-Man Plus es un juego muy parecido al Pac-Man original, la misma trama; no obstante, tiene algunas diferencias en el formato:
- El color del laberinto cambio de azul a verde marino.
- Cuando los fantasmas están bajo el efecto de la Power Pellet, se vuelven pequeños y tienen una hoja de árbol en la cabeza, hasta que vuelven a la normalidad.
- Las frutas han sido cambiadas por otros ítems (como una lata de Coca Cola, un vaso de limonada, guisante, etc.) pero la manzana y el Galaxian no fueron cambiados.
- Cuando Pac-Man come una Power Pellet, uno de estos eventos puede suceder:
- Los 4 fantasmas se vuelven azules.
- Solo 3 se vuelven azules, pero el cuarto no es afectado, solo cambia su dirección.
- El laberinto se vuelve invisible pero los pac-dots no hasta que acabe el efecto de la Power Pellet.
- El laberinto y los pac-dots se vuelven invisibles hasta que acabe el efecto de la Power Pellet.
- Los fantasmas azules se vuelven invisibles, pero se vuelven visibles cuando se vuelven de color blanco.
- Al comer un ítem los fantasmas azules se vuelven invisibles, pero se vuelven visibles cuando se vuelven de color blanco.

A veces puede haber sorpresas o que los fantasmas se vuelvan invencibles, es decir, no podrán ser eliminados con la Power Pellet.